# 阿爾卡達克
51°56′N 43°30′E / 51.933°N 43.500°E
阿爾卡達克（俄语：Аркадак）是俄羅斯薩拉托夫州的一個城市，位於薩拉托夫以西248公里的霍皮奧爾河畔。2002年人口14,438人。
1721年建立，1963年設市。